# Jüdische Gemeinde Beckum
Die Jüdische Gemeinde Beckum bestand seit dem 17. Jahrhundert bis zur Vernichtung durch die nationalsozialistische Judenverfolgung 1942. Ihre höchste Mitgliederzahl erreichte sie im Jahre 1925 mit 111.

## Geschichte
Der früheste Nachweis jüdischer Einwohner in Beckum stammt aus dem Jahr 1343. Im Rahmen der Pestpogrome des Jahres 1350 wurden wahrscheinlich auch hier, wie im übrigen Westfalen, die Juden vertrieben.
Erst ein am 25. August 1550 in Münster für den Juden Simon von Herford ausgestellter Geleitbrief zeugt wieder von jüdischem Leben in Beckum. Nach dem Tod des eine judenfreundliche Politik verfolgenden Fürstbischofs Franz von Waldeck am 27. Juni 1553 verschlechterte sich die Situation für die Juden im Hochstift Münster allerdings dramatisch, es kam zu Verhaftungen und Beschlagnahmungen. Auch die Beckumer Juden wurden hiervon wohl in Mitleidenschaft gezogen, denn erst 1590 sind wieder Geleitbriefe für Juden in Beckum erhalten.
Seit 1676 ist eine kontinuierliche Ansiedlung von Juden in Beckum durch Steuerlisten belegt. Bis 1720 waren konstant drei jüdische Familien in der Stadt wohnhaft, 1784 war ihre Zahl auf neun gestiegen.
Im Jahre 1740 beschlossen die sechs damals in Beckum wohnhaften Familien ein eigenes Gemeindehaus und ein Bethaus an der Nordstraße zu errichten. Die eigentliche Gründung der Gemeinde kann mit der Vollendung des ersten Gotteshauses auf das Jahr 1743 datiert werden.
Durch das preußische Judenedikt von 1812, das in Beckum erst 1821 nach Ende der französischen Besatzung in Kraft trat, wurde die jüdische Bevölkerung rechtlich allen anderen gleichgestellt.
Die jüdische Gemeinde konnte sich nun frei entwickeln. Durch den Beitritt der Juden aus Herzfeld, Liesborn und Lippborg stieg ihre Mitgliederzahl von 73 im Jahr 1835 auf 100 an. Die höchste Mitgliederzahl von 111 wurde 1925 erreicht.
1865 begann der Neubau eines Gemeindehauses mit Schule und separater Synagoge. Am 12. und 13. Juli 1867 fand die feierliche Einweihung der Gebäude statt, die nach Abbruch der alten am selben Platz errichtet worden waren.

## Die Vernichtung der Jüdischen Gemeinde
Im Jahr der nationalsozialistischen Machtübernahme 1933 lebten etwa 100 Juden in Beckum.
Die antijüdischen Maßnahmen der NS-Machthaber führten zu einer massiven Aus- und Abwanderung von Juden aus Beckum. Bis zum Februar 1938 war die Gemeinde auf 24 Mitglieder zusammengeschmolzen.
In der Reichspogromnacht wurden zahlreiche jüdische Einrichtungen, insbesondere Synagoge, Schule und Lehrerwohnung, verwüstet. Mehrere Juden wurden schwer misshandelt, der 81-Jährige Alex Falk erlag in derselben Nacht seinen Verletzungen.
Am Morgen des 10. November zwang man das Gemeindemitglied Erich Stein die hebräischen Schriftzeichen über der Eingangstür der Synagoge wegzuschlagen, die übersetzt lauteten: Mein Haus soll ein Bethaus sein für alle Völker.
Einige wenige Juden konnten nach diesen Ereignissen noch ins Ausland fliehen, die Zurückgebliebenen wurden in die Städte Münster, Dortmund und Essen verbracht und von dort zumeist in Konzentrationslager deportiert.
Mit dem Abtransport der beiden letzten verbliebenen Juden, dem Ehepaar Louis und Therese Rose, nach Theresienstadt am 31. Juli 1942 war das jüdische Leben in Beckum erloschen.
Nach Nutzung u. a. als Parteibüro und Behördendienststelle wurde die Synagoge 1967 abgerissen.

## Jüdischer Friedhof
Ein jüdischer Friedhof am Ostwall wird erstmals 1690 erwähnt. Ein Teil der mittelalterlichen Stadtbefestigung, die ehemalige Doppelwallanlage, wurde für Beisetzungen genutzt. Der älteste Grabstein stammt aus dem Jahr 1758, 1886 bis 1893 wurde die Begräbnisstätte durch Grundstückankäufe erweitert. Die letzte Beerdigung erfolgte wahrscheinlich 1937. Seit dem 8. Juli 1985 ist der jüdische Friedhof in der Denkmalliste der Stadt Beckum verzeichnet.
- Karte mit allen Koordinaten:
- OSM |
- WikiMap

## Gedenken nach 1945

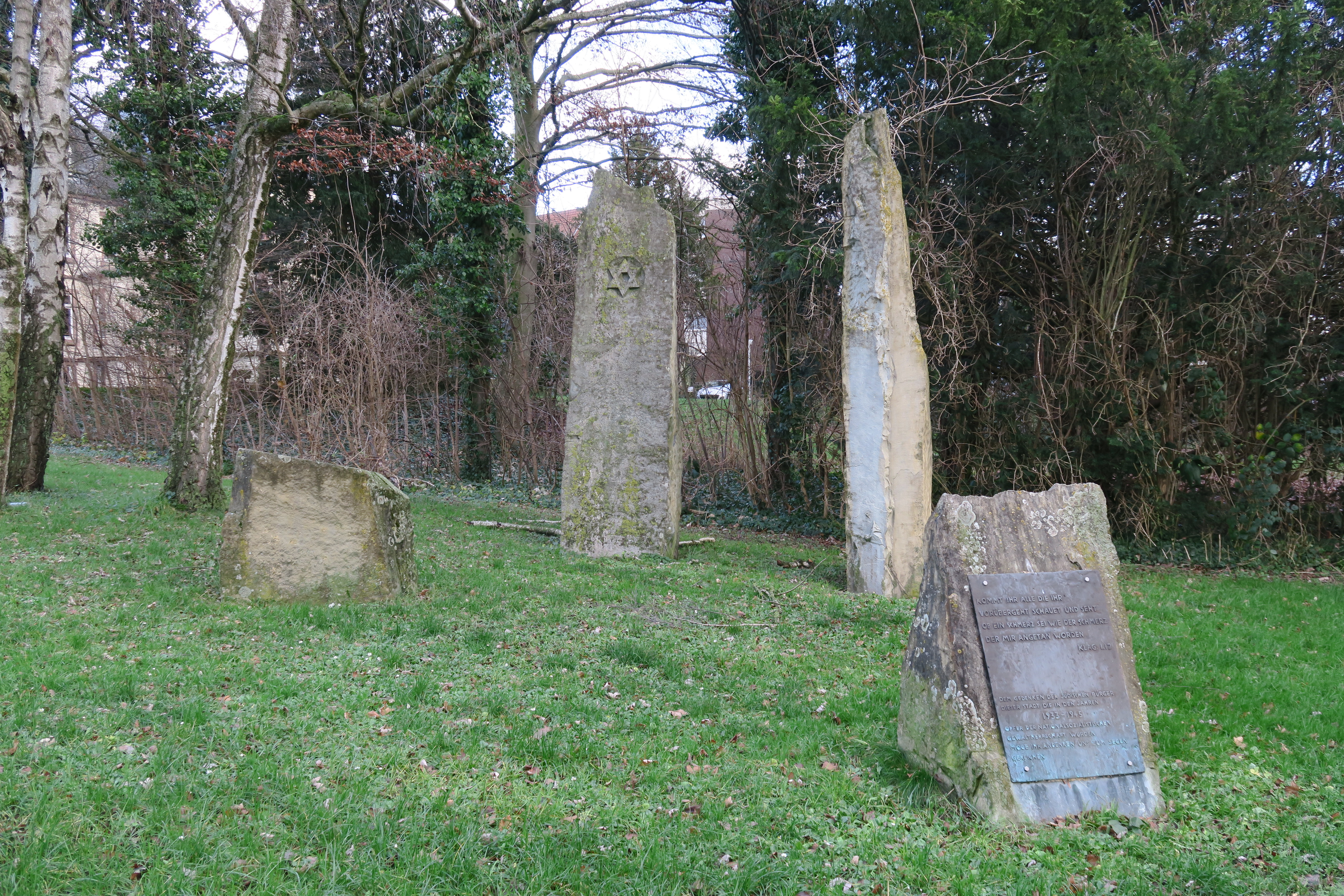
Mahnmal für die Opfer der jüdischen Gemeinde der Stadt Beckum

1974 fasste der Rat der Stadt den Beschluss, in den städtischen Anlagen am Westtor ein Mahnmal für die Opfer der jüdischen Gemeinde in Beckum zu errichten. Die Gestaltung wurde dem Bildhauer Heinrich Gerhard Bücker übertragen. Am 9. November 1975, dem 37. Jahrestag der Pogromnacht, fand die feierliche Einweihung des aus vier unterschiedlich großen grünen Dolomitsteinen bestehenden Mahnmals statt. Der vordere Stein trägt auf einer Bronzeplatte ein Zitat aus den Klageliedern: „Kommt, Ihr alle, die Ihr vorübergeht, schauet und seht, ob ein Schmerz sei wie der Schmerz, der mir angetan worden…“
1988, am 50. Jahrestag der Novemberpogrome, wurde im Rahmen einer Gedenkstunde am Standort der ehemaligen Synagoge eine ebenfalls von Heinrich Gerhard Bücker gestaltete Bronzetafel angebracht. Sie trägt den bis 1938 auch über der Tür des Gemeindehauses stehenden Schriftzug: Mein Haus soll ein Bethaus sein für alle Völker.
Im Rahmen des Projekts Stolpersteine verlegte der Künstler Gunter Demnig am 13. März 2007, am 5. Juni 2008 und am 7. Juni 2023 in der Stadt insgesamt 50 Steine. Sie sollen die Erinnerung an die zumeist jüdischen Opfer des Nationalsozialismus in Beckum lebendig erhalten. Siehe auch Liste der Stolpersteine in Beckum.